# Хайдук, Стэйси
Стэйси Хайдук (англ. Stacy Haiduk, род. 24 апреля 1968) — американская телевизионная актриса.
Хайдук добилась известности благодаря роли Ланы Лэнг в подростковом телесериале «Супермальчик», в котором снималась с 1988 по 1992 год. В 1990-х она сыграла главные роли в нескольких низкобюджетных, а также сделанных для телевидения фильмах, также снялась в сериале «Подводная одиссея» в 1993—1994 годах. Она также снялась в недолго просуществовавшем сериале 1996 года «Клан», а после появилась во множестве шоу, таких, как «Детектив Нэш Бриджес», «Профайлер», «Зачарованные», «Секретные материалы» «Скорая помощь», «Морская полиция: Спецотдел» и многих других.
Начиная с середины 2000-х Хайдук в основном известна благодаря ролям в дневных мыльных операх. Она играла Ханну Николс в мыльной опере «Все мои дети» в 2007—2008 годах, а после начала играть сразу две роли в мыльной опере «Молодые и дерзкие». Также она появилась в мыльной опере «Дни нашей жизни» в 2010 году, а в прайм-тайм имела второстепенные роли в сериалах «Герои» и «Побег».
С 1997 г. замужем за американским актёром Брэдфордом Татумом.

## Избранная фильмография
| Год       |   | Русское название | Оригинальное название | Роль            |
| --------- | - | ---------------- | --------------------- | --------------- |
| 2013—2014 | с | Настоящая кровь  | True Blood            | Дженни          |
| 2018      | с | Острые предметы  | Sharp Objects         | Кристалл Каписи |